# Андреа Демировић
Андреа Демировић (Титоград, 17. јун 1985), која често наступа као Андреа, црногорска је певачица забавне музике. Демировић је представљала Црну Гору у првом полуфиналу Песме Евровизије 2009. у Москви.
Андреа се музички пробила у јавност на фестивалу Сунчане скале 2002. Са песмом Шта ће ми дани, за коју је сама радила композицију, текст и аранжман, је учествовала у циклусу за избор представника Србије и Црне Горе на Песми Евровизије 2005. и заузела пето место на Монтевизији 2005. и Европесми-Еуропјесми 2005. Заузела је друго место на избору за представника Црне Горе на Песми Евровизије 2008. Свој први албум, „Андреа“, издала је за Сити рекордс.
Радио-телевизија Црне Горе је 27. децембра 2008. објавила јавни конкурс са роком до 20. јануара 2009. за песме, од којих ће интерно бити изабрана песма која ће представљати Црну Гору на Песми Евровизије 2009. 23. јануара 2009. је објављено да је седмочлана комисија РТЦГ једногласно одлучила да Црну Гору представља Андреа Демировић са песмом Just Get Out Of My Life ("Само изађи из мог живота"). Демировић се на Песми Евровизије није пласирала у финале, заузевши 11. место у првој полуфиналној вечери.